# Le sacre du travail
Le sacre du travail is een studioalbum van The Tangent.

## Achtergrond
De geschiedenis van dit album gaat terug naar de jaren zeventig. De bandleider Andy Tillison hoort dan van alle kanten rockbewerkingen van klassieke muziek zijn kant op komen. The Nice (Five Bridges suite), Moody Blues (Days of Future Passed) en Emerson, Lake & Palmer (Pictures at an exhibition) zijn te beluisteren. Tillison vatte toen het idee op toen hij begint met zijn band Parallel or 90 Degrees om ook een “klassiek” werk te moderniseren. Zijn keus valt op Le Sacre du Printemps van Igor Stravinsky. Als het idee gerijpt is in 2009 neem hij contact op met de muziekuitgeverij van Stravinsky en deze wijst zijn voorstel af. Het resulteert in A Place on the Shelf met Massacre du primtemp. Tillison gaat nog wel voor het eerste idee, maar probeert dan zelf een symfonie te schrijven en wel op het thema een normale werkdag in de westerse wereld. (zie album van Moody Blues). Tillison dankt nog Rush met Tom Saywer, Emerson, Lake and Palmer met Tarkus en Unitopia voor de zin All part of the whole, gevolgd door een uithaal naar Boosey & Hawkes (muziekuitgeverij Stravinsky).
Na verschijnen van het album ging The Tangent op tournee, waarbij ook Zoetermeer werd aangedaan (mei 2014).
De muziekgroep The Tangent had zelf onvoldoende middelen om een dergelijk project te financieren dus werd aan crowdfunding gedaan. Bij een bijdrage werd je naam in het album vermeld.

## Musici
- Andy Tillison – toetsinstrumenten, zang, gitaar, basgitaar, percussie, drums op A voyage
- Jakko Jakszyk – gitaar, zang
- Theo Travis – saxofoon, dwarsfluit
- Jonas Reingold – basgitaar
- Gavin Harrison – slagwerk, percussie
- David Longdon – zang (zanger van Big Big Train

Met
- Guy Manning – akoestische gitaar op Evening TV
- Rikard Sjoblom – spreekstem op Overture (eveneens afkomstig uit Big Big Train
- Simon Albone (basgitaar),  David Albone (slagwerk op Hat)
- Radiostation Evening TV

## Muziek
De eerste vijf track (de symfonie) werden aangegeven als conceptalbum 
Alles door Tillison

| Nr. | Titel | Duur  |
| --- | --- | ----- |
| 1.  | Le sacre du travail (1.Coming up on the our (overture); 2.Morning journey ans arrival; 3.Afternoon mailaise; 4.A voyage through rush hour; 5. Evening TV) | 63:22 |
| 6.  | Muffled epiphany | 4:05  |
| 7.  | Hat (live 1979) | 1:16  |
| 8.  | Evening TV (radio-edit) | 4:28  |